# Curvas duplas

Curvas, duplas entre si; veja abaixo as propriedades.

Na geometria projetiva, uma curva dupla de uma dada curva plana C é uma curva no plano projetivo duplo que consiste no conjunto de linhas tangentes a C.  Se C é algébrico, então é o seu dual e o grau do dual é conhecido como a classe da curva original. A equação do dual de C, dada em coordenadas de linha, é conhecida como equação tangencial de C
A construção da curva dupla é a base geométrica da transformação de Legendre no contexto da mecânica hamiltoniana .

## Equações
Seja f(x, y, z) = 0 a equação de uma curva em coordenadas homogêneas . Seja Xx + Yy + Zz = 0 a equação de uma linha, com (X, Y, Z) sendo designadas como coordenadas de linha . A condição de que a linha é tangente à curva pode ser expressa na forma F(X, Y, Z) = 0 que é a equação tangencial da curva.
Seja (p, q, r) o ponto da curva, então a equação da tangente nesse ponto é dada por:
{\displaystyle x{\frac {\partial f}{\partial x}}(p,q,r)+y{\frac {\partial f}{\partial y}}(p,q,r)+z{\frac {\partial f}{\partial z}}(p,q,r)=0.}
Então Xx + Yy + Zz = 0 é uma tangente à curva se
{\displaystyle {\begin{aligned}X&=\lambda {\frac {\partial f}{\partial x}}(p,q,r),\\Y&=\lambda {\frac {\partial f}{\partial y}}(p,q,r),\\Z&=\lambda {\frac {\partial f}{\partial z}}(p,q,r).\end{aligned}}}
A eliminação de p, q, r e λ dessas equações, juntamente com Xp + Yq + Zr = 0, fornece a equação em X, Y e Z da curva dupla.
Por exemplo, seja C o ax2 + by2 + cz2 = 0 cônico ax2 + by2 + cz2 = 0 . Então, dual é encontrado eliminando p, q, r λ das equações:
{\displaystyle {\begin{aligned}X&=2\lambda ap,\\Y&=2\lambda bq,\\Z&=2\lambda cr,\end{aligned}}\qquad Xp+Yq+Zr=0.}
As três primeiras equações são facilmente resolvidas para p, q, r, e a substituição na última equação produz
{\displaystyle {\frac {X^{2}}{2\lambda a}}+{\frac {Y^{2}}{2\lambda b}}+{\frac {Z^{2}}{2\lambda c}}=0.}
Retirando 2λ dos denominadores, a equação do dual é
{\displaystyle {\frac {X^{2}}{a}}+{\frac {Y^{2}}{b}}+{\frac {Z^{2}}{c}}=0.}
Para uma curva definida de forma parametrica, sua curva dupla é definida pelas seguintes equações paramétricas :
{\displaystyle {\begin{aligned}X&={\frac {y'}{yx'-xy'}}\\Y&={\frac {x'}{xy'-yx'}}\end{aligned}}}
O dual de um ponto de inflexão dará uma cúspide e dois pontos que compartilham a mesma linha tangente darão um ponto de auto interseção no dual.

## Grau
Se X é uma curva algébrica do plano, o grau do dual é o número de pontos de interseção com uma linha no plano dual. Como uma linha no plano dual corresponde a um ponto no plano, o grau do dual é o número de tangentes ao X que podem ser traçadas através de um determinado ponto. Os pontos em que essas tangentes tocam a curva são os pontos de interseção entre a curva e a curva polar em relação ao ponto especificado. Se o grau da curva é d, o grau da polar é d − 1 e, portanto, o número de tangentes que podem ser traçadas através do ponto especificado é no máximo d(d − 1) .
A dupla de uma linha (uma curva de grau 1) é uma exceção a isso e é considerada um ponto no espaço dual (a saber, a linha original). O dual de um único ponto é considerado a coleção de linhas através do ponto; isso forma uma linha no espaço duplo que corresponde ao ponto original.
Se X é suave, ou seja, não há pontos singulares, então o dual de X tem o grau máximo d(d − 1) . Se X é uma cônica, isso implica que sua dupla também é uma cônica. Isso também pode ser visto geometricamente: o mapa de uma cônica para sua dupla é Função Bijetora  ( uma vez que nenhuma linha é tangente a dois pontos de uma cônica, pois isso requer grau   4), e a linha tangente varia suavemente (como a curva é convexa, então a inclinação da linha tangente muda de forma monotônica: as cúspides na dupla requerem um ponto de inflexão na curva original, o que requer graus   3)
Para curvas com pontos singulares, esses pontos também estarão na interseção da curva e sua polar e isso reduz o número de possíveis linhas tangentes. O grau da dupla dadas em termos de o d e o número e tipos de pontos singulares de X é uma das fórmulas Plücker .

## Polar recíproco
O dual pode ser visualizado como um lugar geométrico no plano na forma do recíproco polar . Isso é definido com referência a um Q cônico fixo como o local dos polos das linhas tangentes da curva C  O Q cônico é quase sempre considerado um círculo e, neste caso, o inverso polar é o inverso do pedal de C

## Propriedades da curva dupla
As propriedades da curva original correspondem a propriedades duplas na curva dupla. Na imagem à direita, a curva vermelha possui três singularidades - um nó no centro e duas cúspides na parte inferior direita e na parte inferior esquerda. A curva preta não possui singularidades, mas possui quatro pontos distintos: os dois pontos superiores têm a mesma linha tangente (uma linha horizontal), enquanto há dois pontos de inflexão na curva superior. Os dois pontos mais altos correspondem ao nó (ponto duplo), pois ambos têm a mesma linha tangente, portanto, mapeiam para o mesmo ponto na curva dupla, enquanto os pontos de inflexão correspondem às cúspides, correspondendo primeiro às linhas tangentes indo para um lado, depois para o outro (subindo a inclinação, depois diminuindo).
Por outro lado, em uma curva suave e convexa, o ângulo da linha tangente muda de forma monótica, e a curva dupla resultante também é suave e convexa.
Além disso, ambas as curvas têm uma simetria reflexiva, correspondendo ao fato de que as simetrias de um espaço projetivo correspondem às simetrias do espaço duplo e que a dualidade de curvas é preservada por isso, de modo que as curvas duplas têm o mesmo grupo de simetria. Nesse caso, ambas as simetrias são realizadas como uma reflexão esquerda-direita; este é um artefato de como o espaço e o espaço duplo foram identificados - em geral, são simetrias de diferentes espaços.

## Generalizações

### Dimensões mais altas
Da mesma forma, generalizando para dimensões mais altas, dada uma hipersuperfície, o espaço tangente em cada ponto fornece uma família de hiperplanos e, assim, define uma hipersuperfície dupla no espaço dual. Para qualquer subvariedade fechada X em um espaço projetivo, o conjunto de todos os hiperplanos tangentes a algum ponto de X é uma subvariedade fechada da dupla do espaço projetivo, denominada variedade dupla de X
Exemplos
- Se X é uma hipersuperfície definida por um polinômio homogêneo F(x0, ..., xn), a dupla variedade de X é a imagem de X pelo mapa de gradiente

{\displaystyle x=(x_{0},\ldots ,x_{n})\mapsto \left({\frac {\partial F}{\partial x_{0}}}(x),\ldots ,{\frac {\partial F}{\partial x_{n}}}(x)\right)}
que pousa no espaço projetivo duplo.
- A variedade dupla de um ponto (a0: ..., an) é o hiperplano

{\displaystyle a_{0}x_{0}+\ldots +a_{n}x_{n}=0.}

### Polígono duplo
A construção da curva dupla funciona mesmo que a curva seja linear por partes (ou diferenciável por partes), mas o mapa resultante é degenerado (se houver componentes lineares) ou mal definido (se houver pontos singulares).
No caso de um polígono, todos os pontos em cada aresta compartilham a mesma linha tangente e, portanto, são mapeados para o mesmo vértice do dual, enquanto a linha tangente de um vértice é mal definida e pode ser interpretada como todas as linhas que passam através dele com ângulo entre as duas arestas. Isso está de acordo com a dualidade projetiva (as linhas são mapeadas para pontos e as linhas), e com o limite de curvas suaves sem componente linear: como uma curva se achata em uma aresta, suas linhas tangentes são mapeadas para pontos cada vez mais próximos; quando uma curva se afia em um vértice, suas linhas tangentes se afastam ainda mais.